# Carl Hollweg
Friedrich Ludwig Carl Hollweg (* 12. Dezember 1867 in Falkenberg; † 23. Dezember 1932 in Bremen) war ein deutscher Vizeadmiral.

## Leben
Er war ein Sohn des Oberförsters Ludwig Hollweg und von Margarethe geb. Halm. Bedingt durch die Dienstortwechsel seines Vaters besuchte Hollweg die Gymnasien in Stettin, Frankfurt, Potsdam und Bromberg.
Am 11. April 1895, also verhältnismäßig alt, trat er in die Marine ein, erhielt eine Grundausbildung auf dem Schulschiff Niobe, besuchte danach die Marineschule, in der Folge verschiedene Spezialkurse und 1897 bis 1898 die Marine-Akademie. Seine praktische Ausbildung absolvierte Hollweg auf öfters wechselnden Schiffen. Während dieser Zeit heiratete er 1897 in Bremen die Deutsch-Kolumbianerin Carlota Wilhelmine Hollmann (1877–1951); in dieser Ehe wurden zwei Söhne und eine Tochter geboren. 1898 erfolgte die Berufung von Hollweg in das Reichsmarineamt nach Berlin, wo er bis 1901 tätig war. Hier diente er als Kapitänleutnant u. a. als Mitarbeiter von Admiral Alfred von Tirpitz, in dessen Auftrag er auch eine Broschüre über einen Zukunftskrieg zwischen Deutschland und Großbritannien verfasste. Dem folgte der Einsatz 1903 in verschiedene Marineämter. Als Kapitänleutnant wurde er am 1. März 1903 I. Admiralstabsoffizier beim Befehlshaber der Aufklärungsschiffe der Hochseeflotte.
Von Oktober 1907 bis September 1908 war er Kommandant des Küstenpanzerschiffs Frithjof und wurde einen Monat später bis Ende März 1909 Kommandant des Kleinen Kreuzers Niobe. Ende Juli 1909 übernahm er bis Mitte September 1909 das Küstenpanzerschiff Heimdall.
1909 bis 1912 diente er, ab 22. März 1910 im Range eines Kapitäns zur See, als Leiter des Nachrichtenbüros im Reichsmarineamt. Er löste hier Karl Boy-Ed (1872–1930) ab, der als Marineattaché in die USA kommandiert wurde. In diesem Aufgabenbereich gehörte vor allem die Informationsbeschaffung, Presseauswertung und Koordination der im Ausland befindlichen Marineattachés zu seinen Aufgaben. Von Oktober 1912 bis März 1915 war er Kommandant des Linienschiffs Schlesien. Ab August 1915, also während des Ersten Weltkrieges, war Hollweg sodann bis September 1917 wieder im Reichsmarineamt. Er war als Vorstand der Militärischen Abteilung (A II) eingesetzt. Hier wurde er am 25. November 1916 zum Konteradmiral befördert und war Chef der Militärische Abteilung (A I) im Allgemeines Marinedepartement. In letzterem Jahr wurde er als Oberwerftdirektor der Kaiserlichen Werft Danzig eingesetzt. Im Oktober 1918 holte man ihn jedoch als Direktor des Werftdepartements in das Reichsmarineamt zurück, wo er bis 1919 verblieb. Da nicht mehr benötigt, das Kaiserreich war zusammengebrochen, eine deutsche Kriegsflotte gab es nicht mehr, wurde er in jenem Jahr erst Ende Januar 1919 a. D. gesetzt und dann Anfang September 1919 mit dem Charakter eines Vizeadmirals aus der Marine entlassen. Daraufhin wählte Hollweg Bremen zu seinem Alterssitz.
Hollweg war der Autor mehrerer Bücher zu seinem Metier. Ab 1925 unternahm er eine Reise in die USA über die hier gesammelten Erlebnisse veröffentlichte er mehrere Bücher und Artikel. Eine der Publikationen war „Der Riesenverkehr in New York“.

## Werke (Auswahl)
- Die Aufgaben der deutschen Flotte im Weltkrieg. Sigismund, 1917, auch in Dänemark erschienen
- Unser Recht auf U-Boot-Krieg. Ullstein, 1917, auch in den Niederlanden erschienen
- Columbusfahrt, Politische, wirtschaftliche und soziale Entdeckungen auf einer Amerikareise. Mittler, Berlin, 1925.